# Проституція в Стародавньому Римі

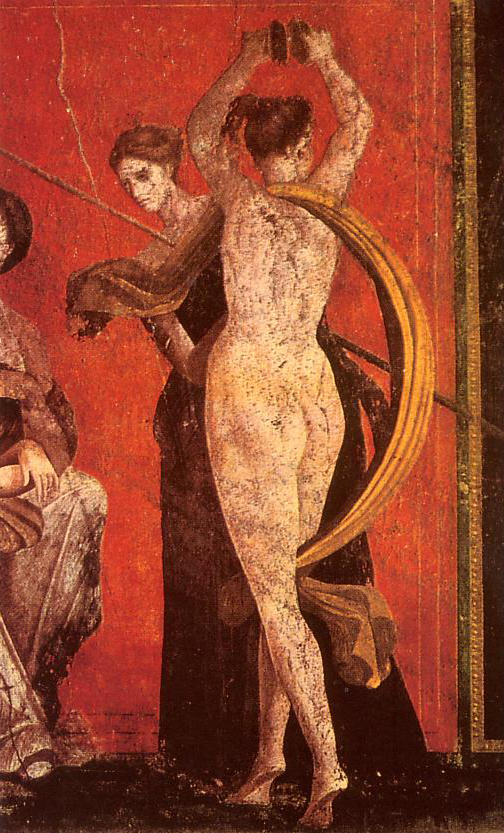
Танцююча менада. Фреска з Помпеїв

У Стародавньому Римі проституція процвітала в храмах, на вулицях, у театрах, цирках, термах і навіть на цвинтарях. Для римлян проституція була повсякденним явищем, частиною життя, проте здебільшого засуджувалася з моральної точки зору, адже ідея проституції розходилась із давньоримськими цінностями. У 40 р. проституцію легалізував Калігула, який встановив податки на неї. Проте, незважаючи на дуалістичність сприйняття проституції давньоримським суспільством, вона мала місце протягом усього періоду існування Римської держави.

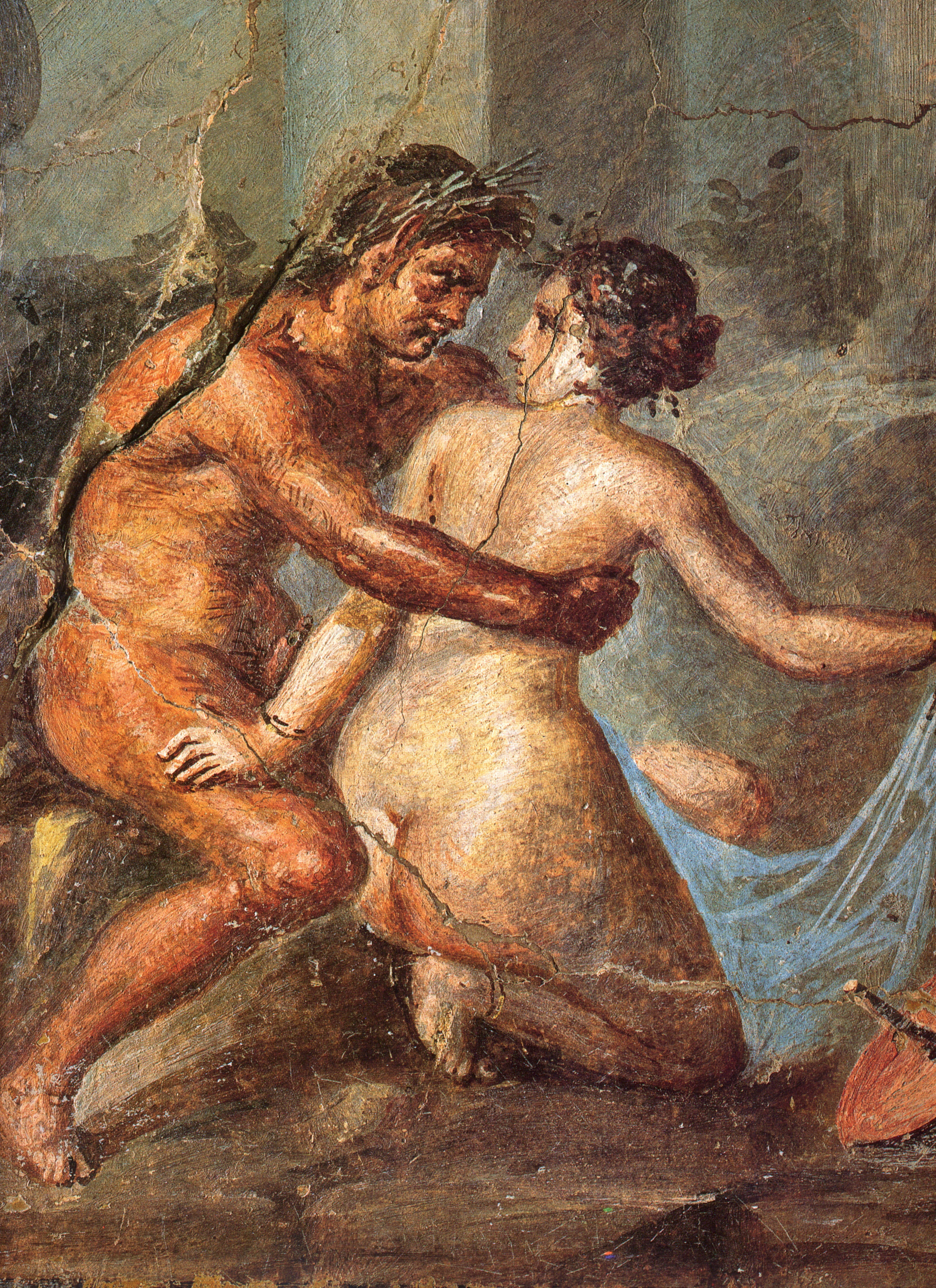
Сатир та менада; римська фреска з Каса дельї Епіграммі у Помпеях

Життя простих римлян багато в чому залежало від того, що вони могли і вміли робити. Сильні і здорові молоді люди, як раби, так і вільнонароджені, працювали на будівництві, земляних роботах і в сільському господарстві. Літня людина, що володіла професією шевця, коваля або виноградаря, працювала на себе або на господаря. Доросла жінка, чи була вона вільною або рабинею, займалася домашнім господарством, виховувала дітей, допомагала чоловікові в крамниці і працювала на дому. Дівчат, як правило, чекав шлюб, а часом — незавидна доля повії. Бо як фізична сила молодого чоловіка застосовувалася для виконання важких робіт, так і тіло жінки могло бути використане для задоволення сексуальних потреб чоловіків. Життя людини складалося по-різному — вона могла опинитися в рабстві, скотитися до убогості, але в будь-якому випадку молода і здорова жінка мусила приносити користь сім'ї. Сам факт можливості її сексуального використання відповідав запитам чоловіків в суспільстві, які ревниво оберігали цноту і благочестя одружених жінок. Ця ситуація породила прибутковий бізнес, яким не могли знехтувати рабовласники, а також вільні жінки і їх сім'ї. 
Безліч античних джерел свідчать про наявність продажних чоловіків, що обслуговували і чоловіків і жінок; так, давньоримський юрист Юлій Павло зазначає, що чоловік, який застав свою дружину в зносинах з чоловіком-повією, мав право вбити останнього. Однак до нас не дійшло жодних вказівок, норм чи законів, які стосувалися б лише продажних чоловіків або відзрізняли б їх від таких жінок. Тому тут не розглядаються чоловіки-повії як окрема категорія, але слід визнати, що такі були і займалися проституцією, як і жінки.

## Повсякденне життя

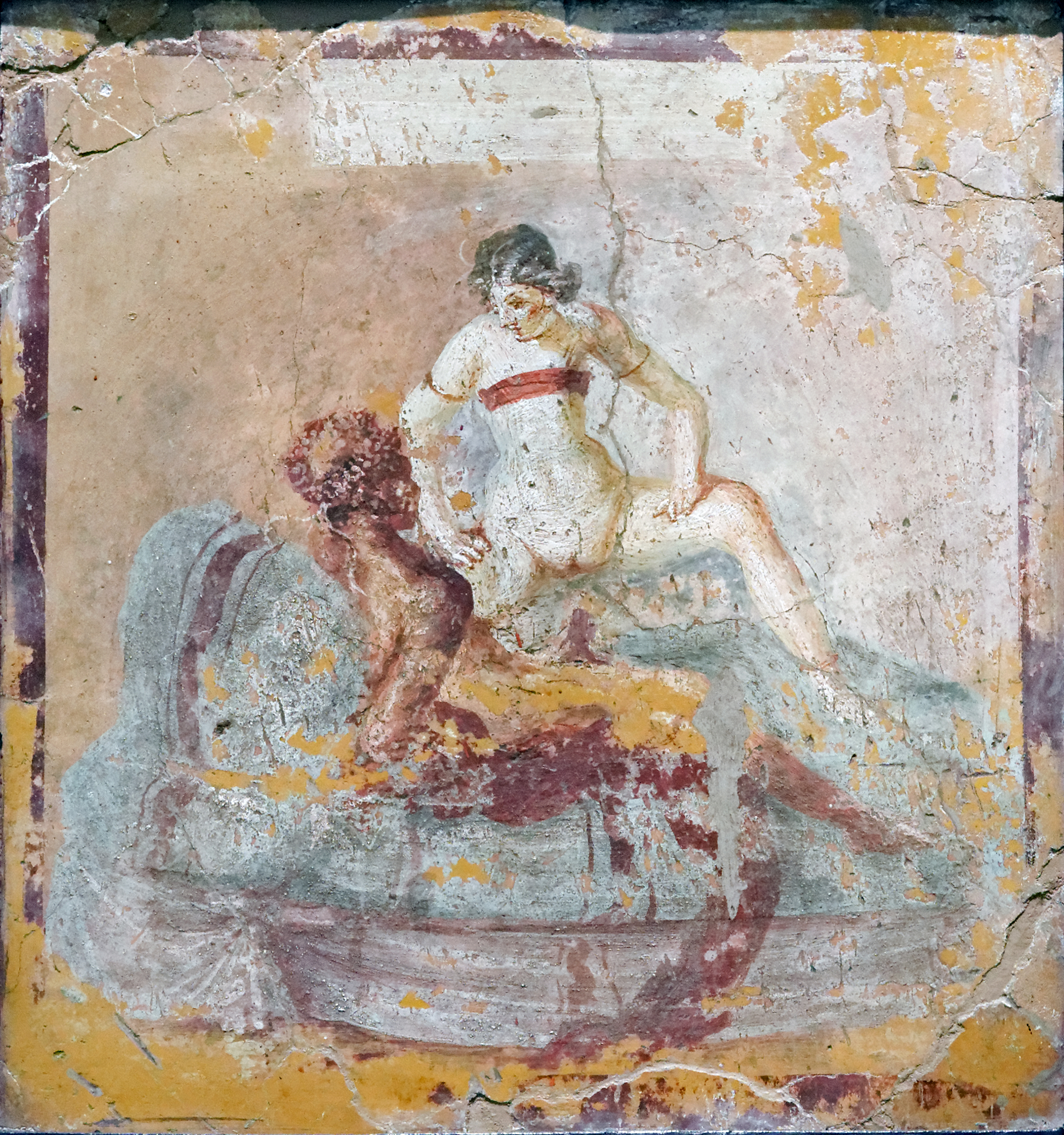
Еротична сцена з фрески у Помпеях, 1-50 р.н.е. Таємний музей, Неаполь

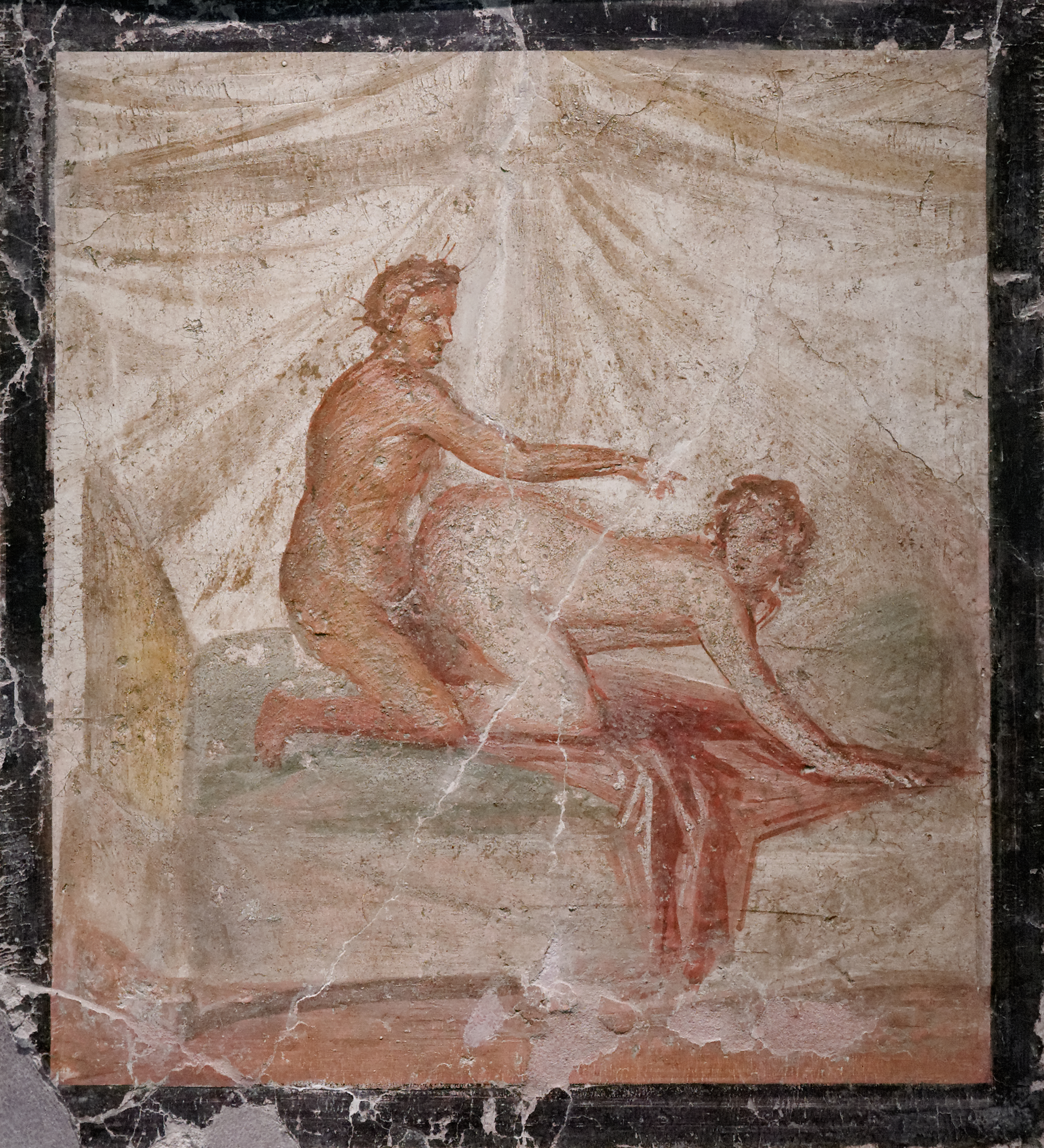
Еротична сцена з фрески у Помпеях, 50-79 р.н.е.

Не слід романтизувати життя повій. На кожну жінку, яка добровільно пішла в проституцію, доводилося безліч інших, втягнутих в неї проти волі. Особливо беззахисними в цьому сенсі виявлялися раби, яких використовували найбезцеремоннішим способом. Це стосувалося і дітей, і жінок, і чоловіків. Продаючи свого раба, господар часом зазначав у контракті пункт, що забороняв використовувати його для проституції, але робили це досить рідко. Точно так само не потрібно помилково думати, що новий господар думав лише про благо рабів, а не про те, щоб витягти з них максимальний дохід, змушуючи багатьох з них займатися проституцією. Безсоромно експлуатували в цьому сенсі дітей. У скрутному становищі виявлялася і вільна жінка, якщо її сім'ю переслідували злидні, і родичі вимагали, щоб вона приносила додому хоч якісь гроші. У той час як рабовласник, побоюючись «заподіяння шкоди» своїй власності, міг втрутитися і запобігти особливо грубому поводженню з рабинею, вільна жінка могла розраховувати тільки на захист звідниці, що траплялося нечасто. Зазвичай клієнти поводилися з повіями надзвичайно грубо і безцеремонно, що призводило до пошкодження вагіни і ануса, інфекцій сечового каналу. Життя повій було надзвичайно важким, часом нестерпним.
У той же час була значна кількість повій вищого класу. Светоній написав про це працю «Життя відомих гетер», яка не дійшла до нас. Він та інші тогочасні автори висловлювали захоплення цими куртизанками, в основному через знання ними тонкощів сексуальних утіх вищого класу, який, імовірно, високо цінував моральність, – поєднання крайньої розпусти, лицемірства і часто палацових інтриг було незаперечним. Так, у Светонія імператор Гай (Калігула) відкрив в Римі розкішний бордель: 
А щоб не упустити жодної наживи, він влаштував на Палатині лупанарій: у незліченних кімнатах, відведених і обставлених з блиском, гідних палацу, пропонували себе одружені жінки і вільнонароджені юнаки, а по ринках і базиліках були послані глашатаї, щоб старі й малі йшли шукати насолод; відвідувачам надавалися гроші під відсотки, і спеціальні слуги записували для загального відома імена тих, хто примножує доходи цезаря.
І Светоній, і Тацит з огидою розповідали про розкішних жінок, що займалися проституцією, і сама різкість їх тону показувала, що це було досить рідкісним явищем. Однак де факто багаті куртизанки існували і обслуговували чоловіків знатного класу. Сюжет комедії "Віслюки" Плавта, наприклад, обертався навколо багатого чоловіка, що хотів отримати послуги куртизанки, також і в «Діалогах гетер» Лукіана змальоване життя таких багатих повій. Утім, вивчаючи біографії деяких історичних особистостей, можна помітити, що куртизанки могли впливати на політичні події; багато з них ставали постійними супутницями своїх повелителів як наложниці. Яскравим прикладом є Валерія Мессаліна, 3-тя дружина Клавдія, відома куртизанка, яка сильно впливала на свого чоловіка, імператора. І зрозуміло, аристократи також вдавалися до послуг простих повій, як, передбачалося, робили імператори Калігула, Нерон й інші.

## Регулювання
Римські закони дають таке визначення повії: «Будь-яка жінка, яка заробляє гроші, продаючи своє тіло». Закон не забороняв проституцію, така жінка не переслідувалася; секс із нею не визнавався адюльтером; неодружена повія не вважалася учасницею адюльтеру, тим більше винною в ньому. Словом stuprum, тобто «спокушання», називалися сексуальні відносини з неодруженими дівчатами, з одруженими жінками і вдовами, а також з хлопчиками і чоловіками. Але під це визначення не потрапляли відносини з повією жіночої чи чоловічої статі. Головне, що тут враховувалося, – це спадковість і недоторканність сім'ї. Секс за гроші (у всякому разі, з жінкою) не ставив під небезпеку чистоту крові родини, не компрометував цноту потенційної дружини. 
І все ж закон передбачав для повій деякі обмеження. Проституйовані розглядалися як негідні громадяни, probrosae. Згідно із законом Августа про шлюб, повії не мали права вступати в шлюб з вільнонародженими громадянами. Крім того, за едиктом претора, на них накладалася пляма ганьби, infamia, що означало повне позбавлення громадянських прав. Але всі ці обмеження практично не застосовувалися, крім того, як тільки повія вступала в шлюб, клеймо ганьби з неї знімалося. У правовій системі Риму приділялося порівняно мало уваги проституйованим людям.

### Податки
Наскільки відомо, влада не переймалася моральною стороною проституції – адже відносини чоловіка з повією не порушували ніяких законів, не викликали осуду, оскільки не вважалися адюльтером. Для жінок вважалося ганебним мати дозвіл займатися проституцією, але знову ж таки проституція юридично не була заборонена і повії не каралися штрафами. Малоймовірно, щоб повії з самого початку своєї діяльності мусили реєструватися у владних органах – оскільки еліті в голову не приходило їх контролювати. Але з часом влада зрозуміла, що сферу можна оподатковувати. І до середини I століття повії вже платили податки. Такий вид податку був раніше відомий в Афінах, і римська влада, мабуть, перейняла цей досвід. Перше документальне підтвердження сплати такого податку відноситься до періоду правління Нерона, але офіційно це було закріплено вже при Калігулі: 
... повії [платили] ціну однієї зносини; і до цієї статті закону було додано, що такому податку підлягають і всі, хто раніше займався блудом або звідництвом, навіть якщо вони з тих пір вступили в законний шлюб.
Таким чином, як відзначав Светоній, податок становив вартість однієї зносини, і від його сплати не можна ухилитися, навіть якщо жінка заявляла, що вже не займалась цим. Для того, щоб збирати цей «податок за послуги», податківцям доводилося відслідковувати всіх, хто займалися проституцією. Відповідальність за збір податків покладалася на податківців або на муніципальних службовців, але частіше на солдатів, підготовлених належним чином. Вони повинні були стягувати податки, але часто забирали їх силою. Іоанн Хреститель радив солдатам не брати більше того, що їм належить, і задовольнятися своєю платнею, проте, зрозуміло, зазвичай цього не відбувалося.
Податківцям напевно було важко отримати податок з куртизанок, з повій у приватних борделях – нескладно. Але найпростіше стягували податки з міських борделів. Імперські чиновники прагнули всіма способами вибити з них якомога більше грошей, що підтверджується документом, виявленим у Херсонесі. Можна тільки припускати, яким зловживанням з боку влади піддавалися повії.
Був ще один вид взаємовідносин цих жінок з владою. У свята, коли в місто спрямовувалися натовпи людей, повіям видавався офіційний дозвіл на роботу терміном на один день, імовірно за певну плату. Ось зразок такого дозволу з Верхнього Єгипту: 
Співала і Сократ, податківці, повії Тінабделле шлють привіт. Ми видаємо тобі дозвіл мати секс з ким завгодно в цьому місці на день, зазначений нижче. Рік 19-й, 3-й день місяця ПАОП. [Підписано] Сократ, син Симона.

Хоча точно не відомо, як влада стежила за діяльністю повій, очевидно, їй це вдавалося. В одному документі, знайденому в Пальмірі, східній області імперії, вказувалися такі суми податків: якщо повія брала з користувача один денарій або більше, вона платила один денарій, якщо вісім асів (вісім десятих денарія) – то вісім асів, якщо шість асів (шість десятих денарія) – то шість асів. Проте поки що неможливо встановити, скільки всього збиралося податків з повій, а також чи стягувалися вони щодня або щомісяця. Тому ймовірно, якщо жінка брала з клієнта один денарій, а в день у неї було п'ять клієнтів і вона платила податок щодня в один денарій, отже, її податок становив 20% від заробітку. Але якщо податок стягувався раз на місяць і вона постійно брала по одному денарію з клієнта, тоді, наприклад, за 20 днів роботи в місяць вона отримувала 20 × 5 = 100 денаріїв, з яких віддавала збирачам всього 1 денарій, що становило 1% від заробленої суми (однак, швидше за все, менше, так як за інші види діяльності податок зазвичай становили 1-5 % від заробленого). Мабуть, податок платила звідниця або навіть власник кількох борделів, а не сама повія. «Вуличні» повії напевно піддавалися переслідуванням чиновників, які вимагали у них хабарі або змушували оплачувати податок «натурою», оскільки цілком допустимо, що деякі жінки могли поєднувати проституцію з професією, вільною від оподаткування, наприклад, покоївки, служниці таверни, танцюристки. Є дані про податки, що збиралися у віддалених куточках імперії. Так, в Єгипті були виявлені розписки, подібні наступним: 
Пасемо - Сенпсенмонтії, дочки Пасемо, привіт. Я отримав від тебе в якості податку за проституцію в Мемнона за перший рік імператора Нерона чотири драхми. П'ятнадцятий день місяця Пармуті.
Облік податків, регулярний їх збір, система надання одноденного дозволу – усе це підтверджує, що «данина» за проституцію збиралася дуже ретельно і приносила державі хороший дохід. Однак держава повністю ігнорувала проблеми, пов'язані з проституцією, якщо тільки не траплявся якийсь скандал або здоров'ю жінки не наносилася серйозна шкода. Повії часто ставали об'єктом нападу хуліганів або влаштовували бійки за клієнтів. Відповідальність за порядок в місті покладалася на магістратів, у Римі це були едили. Але оскільки закон не вважав проституцію незаконною, тільки порушення громадського порядку змушувало владу вживати якихось заходів. По суті, вони настільки байдуже ставилися проституції, що не виділяли для повій якусь особливу зону, як-от район «з червоними ліхтарями». Борделі розташовувалися скрізь. Менше їх було в районах, що прилягали до храмів і форумів, більше у бідніших районах міста, як, наприклад, в знаменитому римському районі Субура. Проте повії пропонували себе в будь-якому місці міста. І звичайно, влада абсолютно не думала про здоров'я жінок у проституції. Можна сказати, що практичним наслідком для них були плата податків державі і презирство оточуючих.

## Причини
Для жінки, яка опинилася в скрутному фінансовому становищі, торгівля своїм тілом вважалася хорошою можливістю заробити гроші. Проституція давала пристойний дохід, на який можна було купити гарний одяг і якісь розваги. Таких грошей жінка не могла заробити ніякою професією, наприклад, ткацтвом і доглядом за дитиною – основними оплачуваними заняттями жінок. Але хоча були незалежні повії, які самі виплачували податок, державна система не заохочувала індивідуальне підприємництво в цій області. Зазвичай їх «опікав» звідник – частий герой п'єс і історій, де фігурували повії. Звідник або звідниця набирали повій і знаходили їм клієнтів. Велику частину заробітку повії вони привласнювали або передавали їх багатому господареві борделю, посередниками якого були. З її заробітку також відраховувалось вартість житла, одягу та продуктів харчування, якщо жінка була в борделі. Жінка ніяк не могла оскаржити такий порядок розподілу її прибутків, особливо рабиня. Попри можливість отримувати пристойні гроші, їй діставалися лише крихти, і, звичайно, бідність самотньої жінки, що пристає до чоловіків на вулиці, атмосфера борделю не сприяли здійсненню якихось її планів на майбутнє і накопиченню грошей. Але не всі повії були бідними і безпорадними. Судячи за наявними відомостями, серед них було багато вільновідпущениць, а це значить, вони не тільки заробляли достатньо, щоб відкупитися на волю, а й продовжували займатися проституцією після звільнення; деякі ставали власницями борделів. 
Так, Вібія Каліба почала займатися проституцією в рабстві і, отримавши свободу, стала управителькою борделю своєї господині: 
Вібія Хреста, вільновідпущениця Луція, поставила цей монумент тобі, Гаю Талас, вільновідпущенику Гая, своєму синові, і Вібії Калібі, своїй вільновідпущениці й управительці публічним будинком. Хреста спорудила монумент повністю на свої кошти, нікого не обдуривши. Ця гробниця не призначена для поховання спадкоємців!
А в цьому досить фривольному вірші раб віддає належне успіху повії:

Тєлєтов, відома серед повій району Субурі,
Здобула свободу, вважаю, за рахунок своїх доходів.
Вона увінчала золотою короною твій член, святий Пріап,
Бо подібні до неї жінки шанують тебе
Як найбільшого з богів.

Цікаво, що, згідно з Артемідором, якщо людина бачила уві сні повію, це віщувало успіх: 
Але значення цього місця [блудилища] до жінок не відноситься, бо нічого не до добра, а вони – до добра. Тому і бродячі гетери уві сні до добра, і ті до добра, які сидять на своєму місці, торгують і приймають плату, – а то бігав із ними уві сні або бачиш просто так, це все одно. 
 З іншого боку, багато з повій вмирали бідними і самотніми. У Артемідора на цей рахунок теж є тлумачення: 
Якщо власну плоть поїдає жінка, це означає, що вона стане гетерою і таким способом буде заробляти на життя.
 У Буллі Регії (Північна Африка) був знайдений скелет рабині зі свинцевим нашийником. На ньому був напис: 
Це продажна жінка! Схопіть її, тому що вона втекла з Булли Регії!
 Жінок могли змусити піти в проституцію члени сім'ї, які опинилася на межі відчаю, що підтверджує документ, знайдений в Єгипті. У ньому йдеться про якогось Діодеме, міського радника Олександрії, який полюбив повію і проводив у неї всі вечори, але потім убив її. Він був заарештований і зізнався у своєму злочині: 
І мати гетери, якась Теодора, бідна стара, просила, щоб Діодеме змусили виплачувати їй пенсію в якості маленької компенсації [мабуть, за смерть дочки]. Бо вона сказала: "Я тому-то і віддала доньку утримувачу будинку розпусти, щоб було на що жити. Оскільки через смерть дочки я позбулася коштів на життя, я прошу забезпечити скромні потреби старої жінки". Префект сказав: "Ти вбив жінку, яка заслуговує від людей презирства за те, що вона вела аморальне життя, але ж вона займалася своїм ремеслом ... Я відчуваю жалість до нещасної, тому що за життя вона була доступна для всіх, хто її хотів, як мертве тіло. Бо мати її була така бідна, що продала свою дочку за незначні гроші, за що та викликала на себе ганьбу продажної жінки."
Діодеме був визнаний винним і страчений, а десятину його майна передали матері, «яка через крайню бідність збила власну дочку з доброго шляху, через що і втратила її». Варто відзначити співчуття суддівського чиновника до матері і до її загиблої доньки, вимушеної зайнятися проституцією, до такої міри, що він домігся найсуворішого покарання чиновника. У художній літературі теж фігурували матері, що змушували дочок продавати своє тіло, щоб вони приносили додому заробіток; Лукіан в «Діалогах гетер» описав це.
Були жінки, які добровільно зайнялися проституцією, однак багато повій виросли в рабстві, інших продавали в рабство, щоб отримувати дохід, змушуючи їх торгувати своїм тілом. Типовий сюжет античних романів - дівчина шляхетного походження, викрадена розбійниками або піратами і продана в рабство. У Апулея в «Золотому віслюку» таку ж нещасну чекає подібна доля. Розбійники одноголосно вирішили вбити її за спробу втечі, але один з них (її коханий, що прикинувся бандитом) запропонував їм інший спосіб покарання: 
Якщо ж ви заморити дівчину в цьому віслюку, то всього-на-всього задовольните своє почуття обурення без всякого іншого відшкодування. Тому я вважаю, що її потрібно відвести в якесь місто і там продати. Дівчина в її віці не може піти за низькою ціною. У мене у самого, коли я ще водився зі звідниками, був знайомий, який чимало талантів, вважаю, дав би за таку дівчину, згідно її походженням, щоб пристосувати її до ремесла шльондри; від нього б вона вже не втекла, а ваша жага помсти була б в якійсь мірі задоволена, раз вона потрапила б в публічний будинок...
Іншим поширеним сюжетом була історія підкидька, якого виховують, а потім змушують займатися проституцією; давні свідоцтва підтверджують таке джерело проституції.
Жінки-повії зустрічалися буквально на кожному кроці. Вважається, що один зі ста жителів Помпеїв (чоловіків, жінок і дітей) займався проституцією (виходячи з приблизного кількості в 100 повій на 10 тис. населення). Мабуть, більшість їх були жінками у віці від 16 до 29 років. Згідно з даними середньовічного періоду, приблизно від 10 до 20 % жінок «відповідного» віку хоча б час від часу заробляли цим кошти на життя. Якщо у жінки в середньому було 10 клієнтів в день, тоді тільки в Помпеях за день обслуговувалося близько 1 тис. клієнтів. На перший погляд, ця цифра здається надто високою, але, з огляду на великий попит і відсутність інших способів заробити, багато жінок вирішували зайнятися проституцією. Тоді як аристократи за замовчуванням вважали гетер негідними шлюбу і строго засуджували чоловіків, які відкрито заохочували або змушували своїх дружин займатися проституцією. Чоловік цілком міг змусити дружину продавати своє тіло: 
Одному чоловіку приснилося, ніби він зарізав в жертву божеству свою дружину, порубав її на шматки і розпродав з великим прибутком. Радіючи заробітку, він отримані гроші спробував заховати, щоб не викликати заздрощів оточуючих. Цей чоловік згодом став проституювати свою дружиною, наживаючись на її ганьбі, що приносило йому чималий дохід, але вимагало збереження таємниці.
  До того ж солідний дохід, який отримували рабовласники, купуючи рабинь і примушуючи їх до проституції, заохочував їх забезпечувати постійний приплив нових повій. Так що на індустрію працювали не тільки господарі рабів, але і звідники, з готовністю експлуатували вільних жінок в борделях, готелях і лазнях: 
Звідництвом займається той, хто тримає рабів / рабинь для отримання доходів (від проституції); але в такому ж положенні і той, хто займається цим прибутковим промислом за допомогою вільних. Займається він цією справою як головною або отримує додатковий прибуток ще і від іншого ремесла, наприклад, якщо він був шинкарем або господарем заїжджого двору і тримав в якості обслуговчого персоналу подібних рабів / рабинь, які промишляли (проституцією) під приводом виконання службових обов'язків; або якби він був банщиком, який - як надходять в деяких провінціях - наймав для охорони одягу (відвідувачів) в лазнях рабів / рабинь, що займаються на своєму робочому місці такого роду (промислом)... 

## Місця проституції

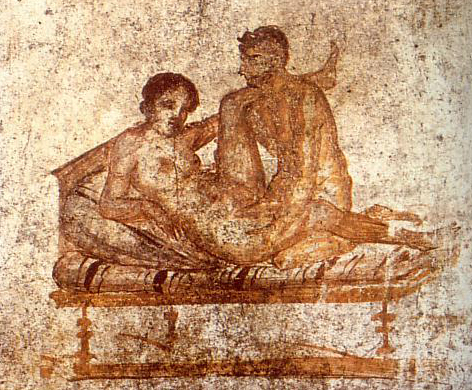
Еротична сцена з фрески у Помпеях

Проституція в Римі дійсно була всюди: на вулицях, під колонадами портиків, в приватних будинках і громадських закладах (термах - римських лазнях, цирках, театрах), біля храмів і в храмах, в безлічі таверн, шинків, готелів і борделів і навіть на кладовищах. Одне з найпопулярніших творів августового часу, поема Овідія «Ars Amatoria» («Мистецтво кохання»), є своєрідним путівником місцями, як пише автор, «найбільш відвідуваними прекрасною статтю», на ділі - топографією римської проституції.

Таж і мисливець на лань не будь-де розставляє тенета –
Знає, в якому з ярів підстерегти кабана,
Знає кущі птахолов, а рибалка досвідчений - місце,
Де, лиш закине гачок, риба одразу клює.
Так от і ти, що шукаєш когось для тривкого кохання,
Спершу завваж ті місця, де найгустіше дівчат.

Найбільш пристосованими місцями для заняття проституцією були борделі. Уявлення про них можна отримати по єдиному будинку, чиє призначення точно визначено, – це лупанарій в Римі, а також за літературними джерелами. У борделі обов'язково був приймальний зал, відокремлений від вулиці однією фіранкою; в ньому ходили повії в легких прозорих шатах або повністю оголені, щоб клієнти могли оцінити їх; також вони могли сидіти на стільцях або на диванах; кожна мала окрему кімнату з дерев'яним або кам'яним ложем. Жінок рекламували, розповідаючи про їхнє вміння доставити задоволення, можливо називаючи і ціну за них. Ці відомості могли вивішуватися або в приймальному залі, або над дверима кімнати жінки. Приміщення були маленькими, вони призначалися тільки для сексу. Про приватність, судячи з усього, не надто турбувалися: вхід в окреме приміщення був прихований фіранкою, а двері взагалі були відсутні. Іншими словами, бордель не був призначений для будь-якого спілкування або розваги. Судячи з усього, усередині будинок висвітлювався погано і був досить брудним - але такі місця вважалися звичними для простолюдинів. У «Сатириконі» Петронія Арбітра є такий епізод: 
Енколпій втратив свого коханця Аскілта; розшукуючи його, він запитав у старої, що продає овочі на вулиці: «Матінка, ти, часом, не знаєш, де я живу [він зупинився в готелі і забув, де він знаходиться]?». Стара сказала, що знає, і привела його... в публічний будинок:
«... побачив я всередині якісь написи і голих повій, що лякливо розгулюють (під ними). Надто пізно я зрозумів, що потрапив у нетрі. Проклинаючи віроломну стару, я, закривши плащем голову, бігом кинувся через весь лупанарій в інший кінець. Як раптом, вже біля самого виходу, мене наздогнав Аскілт, теж напівмертвий від утоми. Можна було подумати, що його привела сюди та ж старенька. Я відважив йому глузливий уклін і поцікавився, що, власне, він робить в настільки ганебній установі? Він витер руками піт і сказав: - Якби ти тільки знав, що зі мною сталося! - Почім мені знати, - відповідав я. Він же в знемозі розповів наступне: - Я довго блукав всім містом і ніяк не міг знайти нашого місця проживання. Раптом до мене підходить якийсь поважний чоловік і люб'язно пропонує проводити мене. Якимись темними завулками він провів мене сюди і, витягнувши гаманець, став робити мені мерзенні пропозиції. Господиня вже отримала плату за кімнату, він вже вчепився в мене... і, коли б я був не сильнішим за нього, мені довелося б погано...»

Отже, дві різні людини направили незнайомців у бордель, розраховуючи отримати від його власника комісійні. У борделі постійно жили повії, але також здавалися кімнати «на годину» для клієнтів, яких приводили звідники, подібні чоловікові, що пристав до Аскілта. Цікаво, що, як тільки Енколпій зрозумів, куди він потрапив, то накрив голову плащем – так робили всі, хто заходив у подібні місця.

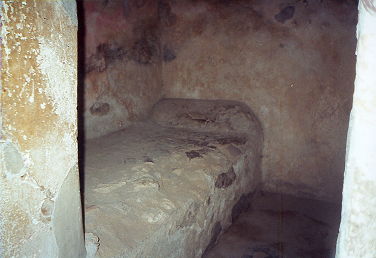
Лупанарії в Помпеях

Були повії, які займалися проституцією у себе вдома. У «Віслюках» Плавта дорога куртизанка має власний будинок, в якому приймає всіх, кого забажає, і може вивісити ззовні табличку «Зайнято». По стінах для збудження клієнта розвішані еротичні картини. У неї є вітальня, так що вона готова влаштувати вечір, якщо їй захочеться мати більше клієнтів. Хоча дорогих куртизанок було небагато, у нас є можливість уявити реальне життя повії у виявленому в Помпеях будинку Веттіїв. У ньому є кімнатка, розташована за кухнею, прикрашена виразними еротичними зображеннями в дусі фресок відомого лупанарія цього міста. Перед входом в будинок на стіні напис: 
Євтихія, чарівна гречанка люб'язного поводження, 2 аса.
Таверни і харчевні були улюбленим місцем повій – для проституції призначалися одне-два приміщення внизу або вгорі. Вважалося, що власник готелю міг бути поважною людиною, але служниця, яка подавала їжу і напої, нібито була звичайною повією. І це уявлення підтверджують юридичні римські тексти:
Ми говоримо, що відкрито продає себе не тільки та, яка займається проституцією в публічному домі, а й якщо (як водиться) вона не зберігає свою сором'язливість і в трактирі, і де-небудь інакше. «Відкрито» ж ми розуміємо так: всюди, тобто незалежно від; і не в разі, якщо (жінка) де-небудь віддається перелюбникам або розбещувачам, але та (відкрито продає себе), яка поводиться як повія. Також через те, що (жінка), отримавши гроші, поєднувалася з одним і з іншим, (вона) не вважається відкрито промишляє своїм тілом.
Однак Октавій дуже правильно говорить, що повинна бути зарахована до цих жінок (повій) навіть та, яка відкрито займається проституцією, не отримуючи вигоди. Закон завдає безчестя не тільки тій, яка займається (продажем себе), але і тієї, яка цим займалася, хоча б і перестала займатися, так як і ганебне діяння, яке після було припинено, не припиняється. Не слід прощати ту, яка вела ганебне життя під приводом бідності. Займатися звідництвом настільки ж (ганебно), як і промишляти своїм тілом. Звідниками ж ми називаємо тих, які виставляють на продаж непотрібних жінок. Звідницею ми визнаємо і ту, яка під іншим видом веде цей спосіб життя. Якщо де-небудь власниця готелю має в ній продажних жінок (як багато як звичайно мають повій під тим приводом, що вони мають жінок для обслуговування готелю), то слід сказати, що і вона охоплюється назвою звідниці. 
Також і в тавернах служниці різного віку заманювали чоловіків: «Суксесс, ткач, любить служницю таверни Ереду - якій він абсолютно байдужий. Але суперник пише на стіні, що їй варто пожаліти його. Ще чого! Ти просто злишся, тому що вона порвала з тобою. Не думай, що ти можеш перетворитися в красивого хлопця - потворний хлопець не може стати красенем».
А цей напис з руїн Помпеїв, можливо, показує, що служниці не дуже шанували господаря: «Плювати мені, що господиня пише на стіні!». Однак були, ймовірно, і пристойні заклади. Власник таверни Анкій, наприклад, мав пивну лавку, де йому активно допомагала дочка, яка зберігала свою доброчесність.
У апокрифічному оповіданні про «Св. Марію-блудницю» є опис проституції в борделі. Марію, яка виросла в благородному сімействі, підло спокусив монах. Переповнена сорому, вона втекла з рідного міста і стала повією в таверні. Її дядько, дуже праведна людина на ім'я Абрахам, після двох років пошуків знайшов її. Він приховав свою зовнішність і: «Потім, увійшовши в місто, він зайшов в таверну і став тривожно озиратися навколо в надії побачити її. Час минав, і вона все не з'являлася; нарешті він жартівливо заговорив з утримувачем таверни. «Приятель, кажуть, – сказав він, – що в тебе є дуже красива дівчина; якщо ти не заперечуєш, я б дуже хотів подивитися на неї». Господар ... відповів, що він правильно чув, вона дійсно надзвичайно гарна. Дійсно, у Марії прекрасне тіло, краще, ніж потрібно природі. Абрахам запитав, як її ім'я, і йому сказали, що її звуть Марія. Тоді Абрахам весело сказав: "Ну ж, приведи її сюди, покажи мені і дозволь мені замовити для неї розкішну вечерю, бо я з усіх боків чую вихваляння їй". Тоді її покликали. І коли вона увійшла, і добрий старий побачив її в одязі гетери, він буквально знітився від горя. Але він приховав свою гіркоту ... і ось вони сіли за стіл і пили вино. Старий почав жартувати з нею. Дівчина встала, обвила його шию руками, спокушаючи його поцілунками... Старий добродушно говорив їй: "Ну-ну, давай! Я сюди і прийшов, щоб повеселитися ... "Потім старий дістав золотий злиток, який приніс з собою, і віддав його утримувачу таверни. "Ось, приятель, - сказав він. - Приготуй нам добру вечерю, щоб я повеселився з дівчиною; бо я прийшов здалеку заради любові до неї". Коли вони це відсвяткували, дівчина стала запрошувати його в свою кімнату, щоб зайнятися сексом. "Що ж, йдемо", - сказав він. Увійшовши до неї, він побачив приготоване розкішне ложе і відразу весело сів на нього. Тоді дівчина сказала йому: "Пане, дозволь мені зняти твої сандалі". - "Замкни як слід двері, - сказав він, - потім знімеш їх... Підійди до мене, Марія", - сказав старий. І коли вона сіла поруч з ним, він міцно взяв її за руку, немов для того, щоб поцілувати, потім зняв головний убір і заплакав. "Марія, дочка моя, – сказав він, – ти не впізнаєш мене?"... Притулившись головою до його ніг, вона плакала всю ніч... Коли настав світанок, Абрахам сказав їй: "Встань, дочка моя, підемо додому". У відповідь вона сказала йому: "У мене тут трохи золота і одяг, що, по-твоєму, мені з цим робити?". І Абрахам відповів: "Залиш все це тут..."».
Марія залишила цю справу, але її історія дає нам кращу картину таверни як місця проституції.
Не оминули вони своєю увагою і лазні, як про це писав Амміан Марцеллін: 
Якщо ж вони [відвідувачі терм] дізнаються, що [там] з'явилася якась блудниця, чи дівка з маленького містечка, або хоча б давно промишляюча своїм тілом жінка, вони збігаються наввипередки, беруться до новоприбулою, кажуть в якості похвали різні сальнощі, звеличуючи її, як парфяни свою Семіраміду, єгиптяни - Клеопатру... 
Оголеність - адже часто чоловіки і жінки милися разом - подібно до міцних напоїв у таверні, сприяла порушенню в клієнтах потягу до сексуальних партнерів; в термах пропонувалися їжа і різні інші послуги, включаючи масаж. І масажистки, і служителі терм, які зокрема охороняли одяг відвідувачів, пропонували свої сексуальні послуги. У найбільш збережених лазнях, виявлених при розкопках поблизу Помпей, над полицею для зберігання одягу клієнтів є фрески, що недвозначно зображують партнерів в самих відвертих позах. Над банями були влаштовані приміщення для повій, що мали навіть окремий вхід з вулиці, якщо клієнтів цікавив тільки секс, а не лазні. Напис на зовнішній стіні говорить: «Той, хто сидить тут, спочатку повинен прочитати це: якщо хочеш злиття, звернися до Аттіс - вона обслужить тебе за динарій» .
Усі ці місця - публічні і приватні будинки, таверни, лазні – призначалися як для простого люду, так і для аристократів, хто випадково заглянув у бідний район. Найчастіше про присутність повії говорила запалена перед входом лампа, хоча лампи могли висіти і перед торговими і міняльними лавками. Ці сумнівні заклади можна було знайти в будь-якому куточку міста. Але жриці кохання могли працювати і «на виході», коли їх запрошували обслуговувати якісь бенкети або міські свята.
Крім того, вони шукали клієнтів і на вулиці. Імператор Доміціан заборонив повіям користуватися паланкіном; ймовірно, щоб вони не могли обслуговувати клієнтів під час пересування, а також заманювати аристократів, забезпечуючи їм захист від непристойних зауважень перехожих за допомогою запнутих шторок. Але і без паланкінів у продажних жінок було безліч способів привернути клієнтів. Тит Квінкцій Атта, римський комедіограф I ст. до н. е. (Зберігся єдиний літературний фрагмент), в своєму творі «Акве Калид» описує нахабних повій: «Вони, як вовки, нишпорять по вулицях у пошуках здобичі». Вони з'являлися всюди, але переважно в тих місцях міста, де було багато народу, через що їм навіть присвоювалися прізвиська в залежності від місця. «У Кампанії називали повій alicaria, тому що вони зазвичай заробляють гроші, тиняючись біля млинів (alica), а ті, хто чекає клієнтів близько стаєнь, отримали прізвисько fore-stablers (prostibula)» 
Вони могли надавати свої послуги в будь-якому місці, де були затишні куточки, на площах і біля громадських будівель, де завжди було багато людей, а отже, і потенційних клієнтів; в крайньому випадку вони не нехтували і кладовищами. Улюбленим місцем повій стали арки або склепіння (англ. Fornix, мн. Ч. Fornice) в великих будівлях, театрах і амфітеатрах, звідки й походить англійське слово fornication - «перелюб». Театральні вистави часто непристойного характеру і люті бої гладіаторів з пролиттям крові викликали збудження глядачів, чим і користувалися місцеві жриці кохання. Більш затишним місцем для сексу ставали крихітні комірчини з кам'яним ложем в будинках, куди був вхід прямо з вулиці; повії знімали їх за невелику плату і приводили туди клієнтів.
Театр був пов'язаний з гулящими жінками прямим і непрямим чином. Простір навколо театру було багато людей до і після вистави, що надавало прекрасні можливості для того, щоб «підчепити» клієнта.  Міми, сценічні вистави в смаці плебсу - виступи акробатів, фокусників і номера зі співом і танцями, а також побутові сценки сатиричного змісту. Вони розігрувалися акторами поганої репутації, серед яких були і жінки. Навіть якщо самі актори не були повіями, що зображувалися ними сцени викликали сексуальні фантазії - на відміну від грецьких трагедій і римських історичних драм. Актори-міми показували щось на зразок сумнівного балету: за допомогою жестів і акробатичних трюків, що супроводжувалися пісеньками і декламаціями, представляли примітивні і часом непристойні побутові або міфологічні історії. На стіні таверни на вулиці Меркурія в Помпеях зображені кілька сцен еротичного характеру з таких уявлень - явно призначалися для залучення підпилих клієнтів. Не дивно, що міми не тільки стимулювали попит на повій, а й поєднували акторську роботу із заняттям проституцією.

## Сакральна проституція

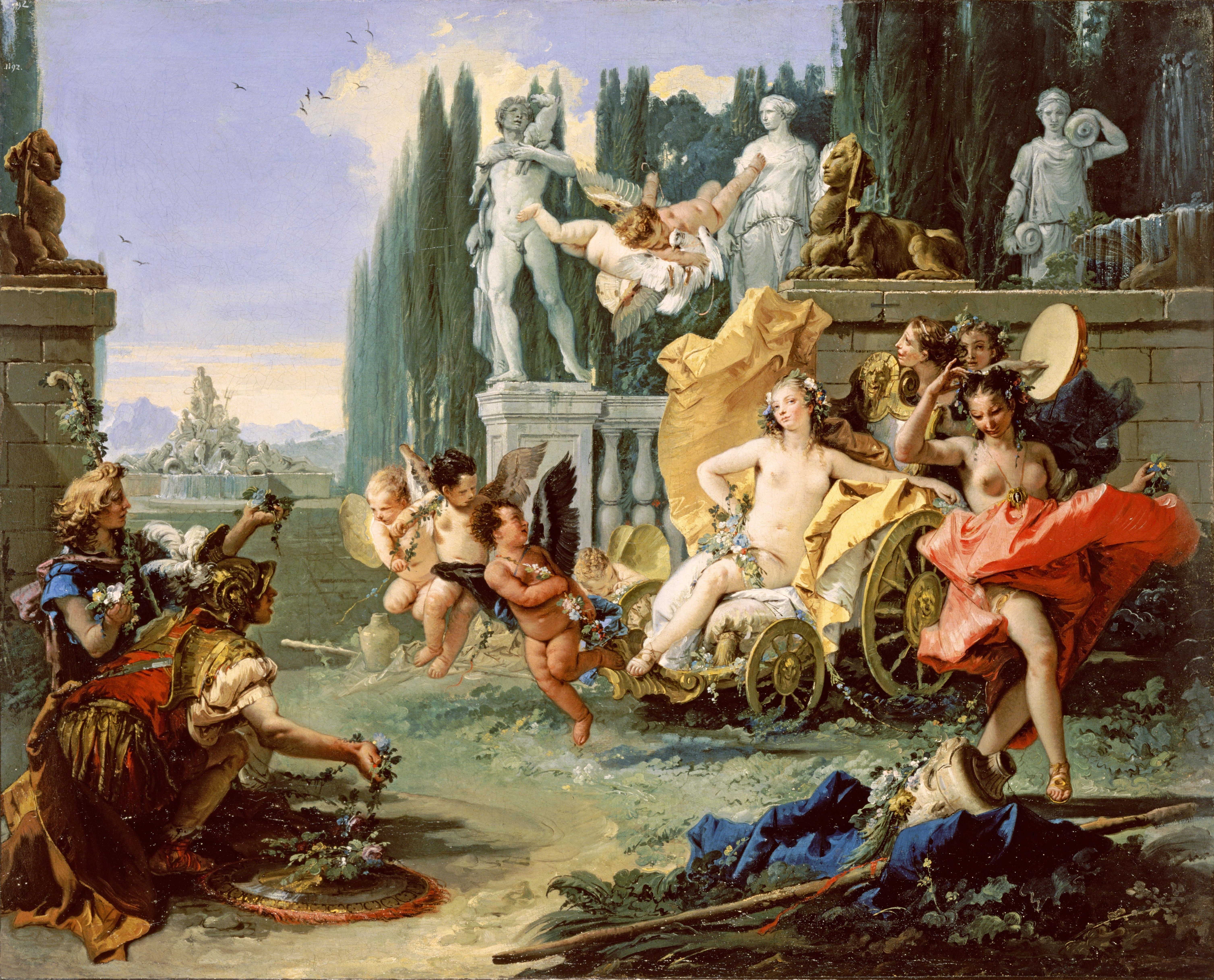
The Triumph of Flora (ca. 1743), an Italian Baroque interpretation based on Ovid's account of the Floralia, by Giovanni Battista Tiepolo

У Римі проводилися Флоралії, свята римської богині весни Флори, які носили вельми фривольний характер. Головною частиною святкувань були ходи повій та подання мімів. Тертуліан з огидою описував їх: «Крім того, на сцену виводять розпусти, цих жертв публічної похоті, жалюгідних в присутності порядних жінок, виводять на очі людей різного віку і звань, причому глашатай оголошує їх вік і розряд, перераховує їх ціну і гідності, в тому числі такі, про яких краще було б промовчати, щоб не оскверняти світло дня. Нехай червоніє сенат, червоніють всі стани, самі ці руйнувальниць свого сорому хоч раз на рік нехай прилюдно почервоніють, засоромившись своїх рухів тіла». На сцені зображувалися пікантні сценки з повсякденного життя простих людей (кравців, рибалок, ткачів), улюбленою темою яких була зрада одного з подружжя. Ці типові для мімів сюжети вульгарних комедій супроводжувалися непристойними діалогами, пісеньками, танцями, жестами і виразними рухами тіла. В останній сцені актори з'являлися повністю оголеними, так як глядачі криками вимагали у акторів: «Зніми все з себе!» Християнський письменник з жахом і презирством описує ці уявлення: «І ось влаштовують ті свята з усією розгнузданість, згідно пам'яті про ту блудницю [Флорі ]. Адже крім сороміцьких слів, якими оголюється вся непристойність, ті блудниці, які виконують під час святкувань пантоміму, звільняються також, на вимогу народу, від одягу і перед народом виконують повні непристойності танці ». Участь мімів і повій у Флораліях демонструє їх популярність у простого народу. Вони були задіяні і в секс-індустрії: міми, як і повії, виступали на перехрестях, в публічних будинках, і їх запрошували на свята багатих аристократів. Їх відверто непристойні жести і сексуальні сюжети можна порівняти з виступами стриптизерів, а від них недовго було перейти і до торгівлі своїм тілом. Також повії завжди "крутилися" навколо храмів. У комедії Плавта «Куркуліон» популярний публічний будинок знаходиться поруч з храмом Ескулапа, перед яким розташований жертовник Венери; він же описав повій, які блукали навколо храму Венери: "Стривай! Люди там, біля жертовника. Опинитися хочеш ти між покидьків, непотрібних баб, подружок малюнків, для послуг рабам готових? Все в грязі, тхне від них тухлої маззю і сажі з жалюгідним підстилки. Їх не зачепив з вільних жоден, не брав їх до себе, двокопійкові шкури для рабішек капосних! ". І ще – про цікаву межах цієї професії. Південніше Риму у Вісімнадцятого каменю по Латинській дорозі, поруч із стародавнім вівтарем Венери, чотири жінки поставили харчевню: «Флація Лаїс, вольноотпущенніцей Авла; Орбія Лаїс, вольноотпущенніцей Орбія; Комин Філокарія, вольноотпущенніцей Марка, і Вентура Таїс, вольноотпущенніцей Квінта, побудували харчевню у жертовника Венери на орендованій ділянці » Ці вільновідпущениці мали типові для повій імена Таїс і Лаїс – так звали відомих грецьких куртизанок. Повії любили присвоювати собі імена відомих жінок. Це добре видно на прикладі однієї занепалої, яка в V ст. стала християнською святою: «Батько мій і мати моя нарекли мене ім'ям Пелагія, але жителі Антіоха прозвали мене Маргаритою [Перлиною] через величезної кількості перлів, які вони мені дарували в нагороду за мої гріхи» 
Так, ставши блудницею, Пелагія взяла собі ім'я Маргарита. Більш того, оскільки повії часто працювали служницями в тавернах і харчевнях, а також заманювали чоловіків поблизу від храмів, легко припустити, що ця придорожня харчевня біля храму Венери пропонувала і сексуальні послуги. Однак ці чотири жінки стали вільними (можливо накопичивши грошей і заплативши викуп), отже, вони мали кошти, щоб завести свою справу.

## Зовнішність
Імовірно, повії носили тоги. У всякому разі, до такого висновку прийшли вчені, виходячи із зауважень Горація (Сатири, 1.2.63, 82) і Тибула (Елегії, 3.16.3-4) і пояснень, що, оскільки тога дозволяла швидко роздіватися, жінок, що носили її, звинувачували в схильності до перелюбства. І хоча відомо, що жриці любові не могли носити столу (її одягали знатні жінки), з джерел також ясно, що навряд чи їх звичайним одягом могла бути тога. Античні письменники (Плавт, Апулей і Петроній) не показували їх у тогах. Крім того, немає жодного зображення, еротичного чи іншого змісту, скульптурного, рельєфного або фрески, на яких в такому одязі були б зображені повії.
Важко сказати, чи була тога введена повсюдно, або її просто сплутали з палой, одягом переважно незнатних жінок, іноземок, вільновідпущенець і гетер. Детальні описи занепалих жінок, які ми знаходимо в літературі, більше відповідають очікуванням: вони вбиралися в красиві, яскраві, різнокольорові і прозорий одяг, накладали рум'яна і фарбували губи; ходили по приймальній залі будинку розпусти в короткому одязі або повністю оголеними. Характерні настанови чоловіка в листі, виявленому в Єгипті: він радить дружині не уподібнюватися повій, «прикрашає свій одяг пурпуровими і золотими нитками», одягатися скромно, щоб «виглядати привабливою для її чоловіка, а не для сусіда», і не вживати рум'янця і білила (Роулендсон, № 260). В еротичних малюнках дами зображуються або оголеними (іноді з прикритою грудьми), або одягненими в звичайне жіноче вбрання (з різним ступенем оголеності); на жаль, важко сказати, хто з них були розпусними жінками і співмешканками, а хто - дійсно повіями. На фресці з таверни Сальвія в Помпеях виразно зображені жриця кохання і її майбутній клієнт. Представлена там жінка в довгому одязі з оранжево-жовтої тканини і в красивих сандалях цілує чоловіка, і він каже: «Я не хочу [спати] з Мірталою»; ймовірно, жарт в тому, що він відкидає Мірталу на користь красуні, з якою знаходиться в даний момент. Тут також є натяк на відмінність в одязі: на наступній фресці ми бачимо власниця таверни, теж в довгому вбранні, але тільки в чисто-білому, і в звичайних сандалях. Одним словом, помітною одягом повії рекламували своє заняття; продажний секс повинен бути привабливим. Але римські чиновники не були зацікавлені в тому, щоб регламентувати їх одяг, тим більше не вимагали, щоб ті носили тоги.
Основною причиною попиту на повій було те, що пропоновані ними послуги надавалися більш збудливими, незвичайними і різноманітними, ніж секс з дружиною або навіть з таємною коханкою. Приклад такої витонченості описаний в романі Ахілла Татія «Левкіппа і Клітофон». Клітофон, зізнавшись, що його «досвід в цій справі невеликий, так як до сих пір я мав справу лише з тими жінками, які продають втіхи Афродіти за гроші», далі вдавався в подробиці: «На вершині насолоди Афродіти вона в нестямі обіймає улюбленого і цілує його, близька до божевілля. Язики прагнуть торкнутися один одного і, зустрівшись, ніжно пестять своїми кінчиками. Адже якщо при поцілунку уста відкриті, це ще більше підсилює радість володіння. Коли ж межа насолоди досягнутий, жінка важко дихає, занурена в спеку пристрасті. Дихання її, злившись з любовним подувом, на устах зустрічається з блукаючим на них поцілунком, який шукає дорогу. Поцілунок слід за диханням і пронизує серце, вражене поцілунком, воно тріпоче ».
Тут же доречно згадати обговорення умов контракту з сутенерів щодо послуг куртизанки в «Віслюках» Плавта (788):
Коли вогонь загасили, вона повинна бути "жвавою"(прим. енергійною).

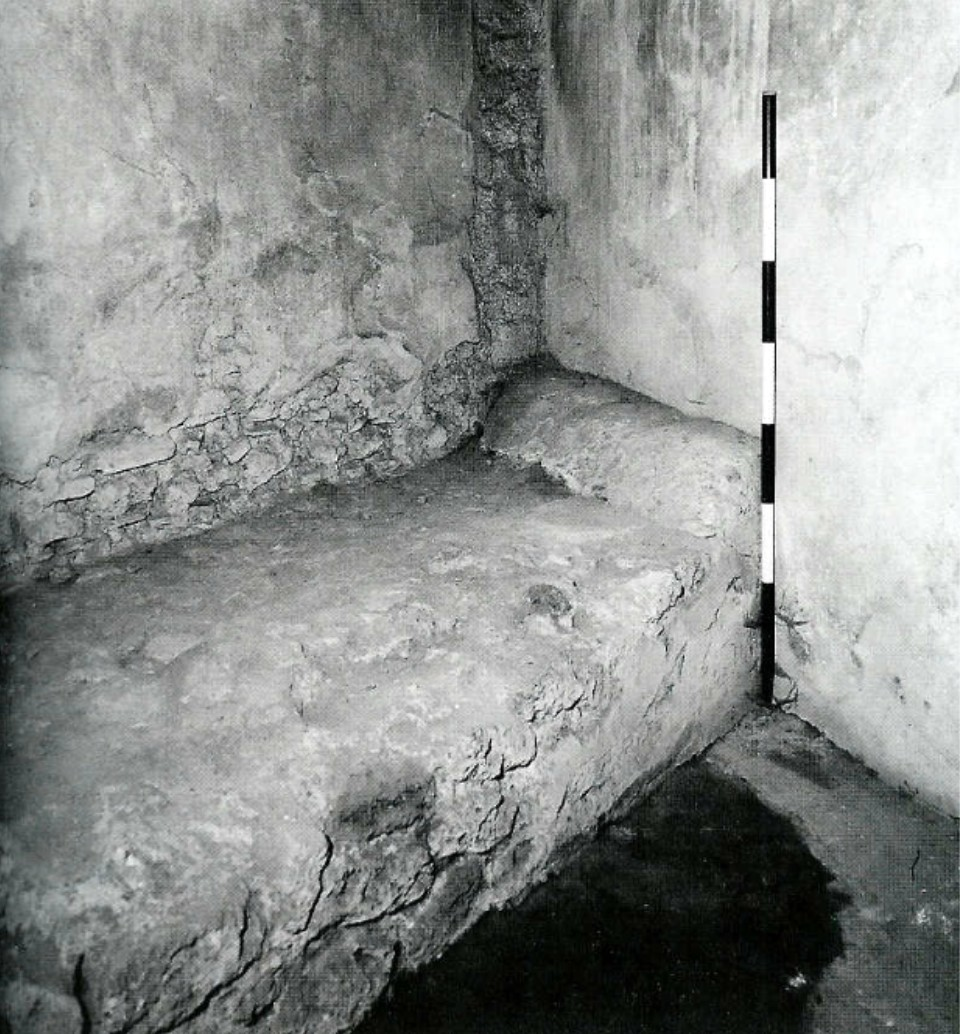
Спеціально збудовані борделі мали кабінки із постійною збудованою основою у формі ліжка, як цей приклад з Лупанарія у Помпеях

Еротична графіка з Помпей дає уявлення про утіхи, що пропонувалися повією. Перш за все розпусний секс, який в суспільстві взагалі строго засуджувався. На світильниках зображувалися коханці в позах, що включали оральний секс, що вважалося непристойним і принизливим, судячи з численних образливим зауважень, якими рясніють як літературні твори, так і графіті. Також тут показаний секс «ззаду». Але саме тому, що такі збуджуючі акти були забороненими для «ґречних» дівчат, ці послуги надавалися за плату спраглим клієнтам. Однак варто зазначити, що сцени «неприродних актів», як називав їх Артемідор, тобто  орального сексу, на ділі зустрічалися вкрай рідко. І подібні еротичні зображення могли призначатися як для того, щоб показати жіноче тіло, так і для вказівки різного виду послуг повій. Більш прийнятними для жінки були сексуальні пози, коли вона перебувала зверху чоловіка, що, судячи з фресок, були вельми популярними у повій. Що б не бачили в цих зображеннях римські громадяни, їх еротизм був безпомилковим. Не випадково в лазнях, при яких, виявляється, були спеціальні приміщення для сексу, стіни кімнат, де клієнти залишали свій одяг, були розмальовані еротичними сценками. Глядач (чоловік або жінка) міг захоплюватися акробатичною гнучкістю зображених фігур, але, безсумнівно, не в останню чергу думав про еротику, розуміючи, що для цього були можливості тут же, в термах.
Повії були доступні будь-кому, хто міг оплатити їхні послуги; люди не соромилися ними користуватися. Як говорить Артемідор, "з'єднання з гетерами в розпусти означає малий сором і малі витрати."  Один з героїв Плавта заявляв, що немає ніякого сорому, а тим більше негативних юридичних наслідків у використанні повії - на відміну від перелюбу. Тоді герой вирішив відвідати публічний будинок: «Ні перешкоди, ніхто не забороняє, якщо гроші є, купити, що на продаж виставляється; не роби по володіннях обгородженим стежки, не руш вдови, заміжньої, дівчата і хлопчиків вільних. В іншому - люби. »

## Матеріальна та моральна оплата
Повії призначали різні ціни за статевий акт і особливі побажання клієнта. Найбільш поширеною була сума в чверть денарія, що становило менше розміру плати за повний робочий день низькооплачуваної робочої. У стінній написи в Помпеях є такі відомості: «Оптатив, домашня рабиня, буде твоєю за 2 аса» , «Я твоя за 2 аса» . Деякі просили і того менше, всього чверть аса, квадранс, і найпоширенішим образою було назвати жінку «квадрантаріей», тобто дешевою повією. Хтось чекав більш солідною оплати, як уже згадана Аттіс, яка пропонувала себе за денарій, або Драука, увічнена в написи на стіні будинку розпусти в Помпеях: «На цьому місці Арпокрас витратив денарій на люб'язні послуги Драуки» . Цікаво, що, хоча були більші монети - сестерцій (два з половиною аса) і денарій (10 асів), ціни майже завжди вказувалися в асах. Причиною тому було широке використання дрібної монети - за два аса можна було купити хліба на цілий день, чашу пристойного вина або шматок сиру. Прості люди завжди мали при собі ці монети (сестерцій або половина і чверть аса) і, відповідно, ними і розплачувалися. Чоловік, який бажав влаштувати собі відпочинок, за вісім асів ( Цілком пристойну плату за робочий день) міг купити їжу, приміщення і секс в борделі (зрозуміло, що гроші платили вперед).
На більшій частині імперії можна було сяк-так прожити на два-три аса. Робітничий за цілий день міг заробити 5-10 асів; проте крім солдатів, які отримували щодня 2-3 аса на витрати на додаток до платні, яке виділялося на їжу, житло, обмундирування і накопичення, люди практично не могли знайти постійну роботу на повний день. Так що жриці любові, що працювали постійно і отримували в день навіть незначні гроші у вигляді двох асів за одного клієнта, могли заробляти в день більше 20 асів. Це набагато більше, ніж платили жінці в інших традиційних ремеслах, і в два рази перевищувало заробіток добре оплачуваної працівника-чоловіка.
Хоча потрібно пам'ятати, що існували звідниці або сутенери, які забирали собі більшу частину доходу незалежної продажної жінки. Повія-рабиня віддавала господареві основну частину, якщо не весь заробіток. Для уявлення про те, як це відбувалося, прочитайте, який гнів викликав у власників рабині апостол Павло: «І сталось, як ми йшли на молитву, то одна служниця, що мала духа віщого, яка ворожбитством давала великий прибуток панам своїм. Йдучи за Павлом і за нами, вона кричала, говорячи: Оці люди - раби Бога Всевишнього, що вам провіщають дорогу спасіння. Це вона робила багато днів. Павло, обуривсь, обернувшись, промовив до духа: "Іменем Ісуса Христа наказую тобі вийти з неї". І дух вийшов той же час. А пани її, бачивши, що пропала надія на їхній прибуток, схопили Павла й силою потягли на ринок до старших ". Господар рабині-повії дивився на неї як на засіб отримання прибутку, відправляв в будинок розпусти або на вулицю з тим, щоб в кінці дня вона поверталася з грошима. Знайдений в Єгипті документ свідчить: "Дрім купив рабиню за 300 драхм. І кожен день вони виходили на вулицю і заробляли добрі гроші. » У літературній епіграмі використана напис на надгробку звідник, поставляла повій на бенкети: «Тут спочиває Псіллій, що приводив на веселі бенкети молодих чоловіків бажаних їм продажних жінок, цей мисливець за слабкими жінками, який отримував ганебний дохід, торгуючи людським тілом. Але не кидай камінь в його могилу, перехожий, і не дозволяй робити це іншим. Він уже помер і похований. Пощади його, не за те, що йому подобалося таким чином заробляти на життя, а тому, що, маючи в своєму розпорядженні публічними жінками, він відволікав молодих людей від перелюбу."
Побачивши самотню «даму» на вулиці, перехожий-чоловік вважав за можливе відпустити на її адресу непристойні зауваження, що він і робив. Виходячи з дому, одружена жінка зі шляхетної родини одягала встановлені звичаєм скромні одягу, що вказувало на її положення в суспільстві. Дівчина знатного роду завжди одягалася так, щоб відразу визначалося її положення, і виходила тільки в супроводі служниці або старшої жінки, які повинні були оберігати її від цікавих поглядів і грубих зауважень. Але прості дівчата і молоді жінки ходили без поводирів - адже вони виходили на вулицю не для того, щоб показати себе або прогулятися по свіжому повітрю, а за покупками або з інших господарських справах, і у них не було грошей ні на гарні вбрання свого, ні на супутника. Сам факт, що повії ходили без супроводжуючого, робив їх в очах чоловіків природною жертвою, які могли прямо підійти до неї або образити зухвалим словом. В цілому будь-яка дівчина чи жінка, в тому числі рабиня, в простий і скромною одязі була легкою здобиччю для нахабу. Тим більше якщо вона була одягнена так, щоб привертати до себе увагу, як це робили повії. Ульпіан в «Дигестах» говорив про це: «Якщо хто-небудь спробував спокусити дівчат, але вони при цьому виявлялися одягнені в одяг служниць, то він не вважається винним, і тим більше якщо жінки були одягнені в одяг розпусти, а не матерів сімейства» .
Тому ми знаємо, що образлива поведінка і небажану увагу з боку чоловіки практично не каралися владою. Повіям доводилося самим захищати себе.
Але впоратися з хуліганом виявлялося нелегко. Коли Планцій в юнацькому віці був замішаний в нападі на жінку-міма, Цицерон так виправдав свого друга: 
Кажуть, що ти і купка молодих людей зґвалтували міма в місті Атина - але такий акт є давнім правом, коли справа йде про акторів, особливо з трущоб.
Зрозуміло, що і до повій, які зазнали нападу хуліганів або розпусників, ставлення було не краще.
Більшість жриць любові перебували в повній владі сутенерів. Вони нещадно експлуатували повій і піддавали жорстокому поводженню; повії практично нікуди було діватися, вона уподібнювалась безправної рабині, навіть якщо була вільно народженими. До фізичних мук додавалися моральні страждання. Хоча ганьба підкреслювалася переносної на одязі повій червоної буквою «А», в суспільстві виразно з презирством ставилися до продажної любові. Напис на стіні в Помпеях говорить: «Дівчина, якій я написав і яка відразу прийняла мій лист, є моєю по праву - але якщо у відповідь вона назве мені ціну, тоді вона належить не МЕНІ, а всім і кожному.»  Отже, згідно з законами Августа про шлюб, повія була probrosae, тобто не могла стати дружиною вільнонародженого римського громадянина. Крім того, вона страждала від infamia – ганьби, пов'язаної з позбавленням назавжди деяких цивільних прав, а саме: не мала права заповідати своє майно і отримати повністю заповіданий їй спадок. Але, по-перше, такий стан зовсім не був безнадійним: вона могла кинути своє заняття, вступити в шлюб і вести цілком добропорядне життя. А по-друге, засудження виявлялося не настільки суворим, щоб відвернути від цього заняття абсолютно всіх жінок. Не дивно, що, зіткнувшись з безліччю життєвих проблем, жінка знаходила вихід в проституції, змирившись із ганьбою, на яку прирікала її ця ніша.

## Вагітність, контрацепція, хвороби
І звичайно, насущні проблеми здавалися їй важливіше, ніж можливе безчестя. Так, вагітність викликала безліч незручностей. У «Діалогах гетер» Лукіана Мірт дорікала свого коханця: «Тільки за все і придбала я від твоєї любові, що ти зробив мені такий живіт, і мені скоро доведеться виховувати дитину, найважча справа для гетери.» 
Що стосується способів запобігання від вагітності, то найпопулярнішим були магічні амулети, що видно з наступного ради: «Візьми горошину з отвором, загорни її в обривок ослячої шкури і носи як амулет.»  Також для цього використовували менструальний цикл жінки. Лікарі вважали, що розуміються в овуляції, насправді вони помилялися - час, рекомендований ними для безпечного статевої зв'язку, був найсприятливішим для зачаття. Практичнішими були маточне кільце і різні мазі; передбачалося, що вони закривають вхід в матку і тому перешкоджають зачаттю. Улюбленим компонентом мазей були оливкова або будь-яка інша олія, змішана з медом, свинцем або смолою; але ці засоби виявлялися малоефективними. Також рекомендувалися різні мікстури, наприклад, брали деревину верби, залізну іржу і шлак, ретельно перетирали і змішували з водою; або змішували жіночі та чоловічі коріння папороті в солодкому вині і пили цю суміш. Є археологічні та текстові відомості про широке використання жінками тампонів з губки і інших матеріалів, змочених в оцті, який дійсно знищує сперму. Звичайно, бажаний результат - запобігання зачаття - міг випадково співпасти із застосуванням будь-якого з перерахованих засобів, що пропонувалися народом або професійними знахарями, тим самим стимулюючи повій вдаватися до цих методів, але насправді вони були вельми ненадійними. У разі вагітності жінки вдавалися до абортів. Як медична процедура, вони робилися рідко, і автори відповідних праць не рекомендували вдаватися до них, пояснюючи їх крайню небезпеку для здоров'я жінки. Однак були різні зілля, що гарантували викидень. Вони приймалися орально або вносилися в матку у вигляді мазей; в будь-якому випадку незнання фізіології робило цю техніку вельми сумнівною; правда, деякі ліки, які слід було пити, могли дійсно спрацювати. Якщо дитина все ж народжувалася – її  вбивали або просто викидали.
У наш час проституція несе з собою дуже реальну небезпеку заразитися венеричною хворобою, однаково небезпечною для занепалої жінки і її клієнта. Повія, що жила в античні часи, могла цього не побоюватися, адже в той час не існувало самої небезпечної хвороби, що передавалася статевим шляхом, – вірусу імунного дефіциту людини. Між істориками медицини на цей рахунок здавна ведеться жвава дискусія. Деякі вважають, сифіліс занесли в Америку в процесі так званого колумбового обміну, тобто в обмін на відкриті в Америці картопля і кукурудзу європейці завезли в неї такі хвороби, як віспа і сифіліс. Інші вчені наводять відомості з античної історії Старого Світу; і, хоча існує думка, що ці хвороби мають спільне походження, аналіз скелетів, що залишилися від античних часів, остаточно довів, що тоді цієї хвороби, сифілісу, не існувало. І якщо дехто з учених співвідносить її згідно  з деякими симптомами, це можуть бути інші захворювання з подібними проявами. Так що повія могла не побоюватися цього справжнього бича публічних будинків. Інше венеричне захворювання, що передається статевим шляхом і теж дуже небезпечне, - гонорея - могло існувати в Стародавньому Римі. Але оскільки гонорея не залишає слідів в складі кісток, остеологія не здатна допомогти, а згадок про цю хворобу в працях лікарів явно недостатньо. Однак ті ж праці дозволяють нам з упевненістю сказати про наявність в давнину інших венеричних захворювань, хоча і не настільки небезпечних, але неприємних і послаблюють здоров'я, таких, наприклад, як герпес статевих органів і кондилома. Однак, як не дивно, жоден з лікарів давнини не пов'язував безпосередньо ці та інші інфекційні захворювання з статевими зносинами. Крім того, жриці любові спокійно обслуговували клієнтів, не побоюючись небезпечних хвороб, що передавалися статевим шляхом. Хоча б в цьому сенсі життя тоді здавалася безпечнішою, ніж у наш час.

## Типи повій
Зареєстровані повії називалися меретрікс, незареєстровані = prostibulae ( слово, від якого пішло слово "проститутка"). Проте, в межах цих двох загальних категорій, існувала дивовижна різноманітність типів повій, особливо серед нижчого класу. Нижче наводиться лексика з цими термінами:
- Aelicariae: повії, які працювали у дворі храмів, вони продавали сексуальні послуги і невеликі тістечка, зроблені у вигляді чоловічих або жіночих статевих органів для жертвопринесення Венері або Приапусу.
- Amasiae: жінки, які проституювали себе неповний робочий день як форма поклоніння Венері.
- Ambubiae: професійні співаки (співачки), більшість з яких проституювали, принаймні неповний робочий день.
- Amica: повія, яка також обслуговувала жінок-клієнток.
- Ancillae ornatrices: слуги, які допомагали повіям або куртизанкам митися, або розчесувати волосся.
- Blitidae: повії, що працювали у тавернах, назва яких походить від дешевого вина (blitum), проданого в цих закладах.
- Bustuariae: скорботні, які проститутували себе на кладовищах, на похоронних церемоніях. Вони розважали своїх клієнтів, сидячи на надгробках або лежачи в склепах.
- Citharistriae: професійні розплідники, більшість з яких проститутували, принаймні, за сумісництвом.
- Delicatae: розкішні повії, деякі з яких також були актрисами.
- Diobolares: дуже дешеві вуличні повії, чиї послуги коштують лише два оболус.
- Diversorium: літня жінка, що орендувала приміщення для повій.
- Famosae: куртизанки вищих класів, які без будь-яких матеріальних потреб, проституювали себе для задоволення.
- Fellatrix: повії, що спеціалізуються на фелляції, більшість з них працювали у ванних кімнатах.
- Forariae: ті, хто практикував свою торгівлю на сільських дорогах поблизу Риму, основними клієнтами яких були мандрівники.
- Fornicatrices: ті, хто практикується під арками мостів і будівель.
- Fornices: Арки під великими римськими будівлями, в чиїх темних куточках багато повій розважали своїх клієнтів. Наше слово "блуд" випливає з цієї практики.
- Leno: .

Lupae: повії, що заманювали клієнтів, виючи як вовки.
- Lupanar: Бордель. За римським правом борделям дозволялося працювати лише з 3 години ранку до світанку.
- Noctilucae: ті, хто працювали тільки вночі.
- Nonariae: нижчий клас повій, чиї обмежені ліцензії дозволяли їм працювати лише з 21:00 до світанку.
- Quadrantariae: дешеві повії, працювали за 1/4 аса.
- Scortum: загальний термін для будь-якої проститутки низької категорії.
- Stabula: бордель, що складається з великої кімнати, де секс відбувався на очах в інших клієнтів і повій.
- Tabernae: повії при пекарнях. Більшість пекарів орендували невеликі приміщення в підвалах для повій, але оскільки ці об'єкти часто перевірялися едилами, які шукали неліцензійних повій, то відвідувачі повинні були користуватись послугами якомога швидше.
- Tugurium: хатина, орендована за надзвичайно низькою ціною для повій, чиї клієнти були дуже обережні щодо своєї репутації.
- Turturillae ("голубні будинки"): великі клітини, в яких деякі повії розважали клієнтів, зазвичай використовували проститутки-трансвестити.
- Venerii: жриці-повії Венери, які навчали сексуальних прийомів куртизанок, на думку деяких істориків, вони також практикували духовну дисципліну, подібну до тантризму.
- Villicus: адміністратор і касир в борделі, який знав навички та атрибути всіх повій в будинку і відповідав на запитання клієнтів.

## Висновок
Проституція у Стародавньому Римі була поширеним явищем за участю дітей, жінок і навіть чоловіків, який давав сильній статі можливість отримати секс. Нею займалися і вільні жінки, і рабині, які вибирали її по своєму бажанню, за необхідністю або з примусу. У будь-якому місті можна було бачити жінок, які заманювали клієнтів на форумах, які стояли в двірному отворі своєї убогої буди, або тих, хто приставали до чоловіків, що виходили з театру. Для простого люду такі жінки вважалися звичним елементом вулиці. Але проституція накладала на жінок пляму ганьби, була небезпечною і для здоров'я, і для життя повій: їх піддавали жорстокій експлуатації. За сприятливих обставин повія могла жити цілком пристойно, іноді навіть трохи краще за громадянина середнього класу. З іншого боку, жорстока експлуатація, погане поводження і різні зловживання могли привести її до ранньої смерті.